# Префронтальна кора
Префронта́льна кора́ (cortex praefrontalis) — відділ кори великих півкуль головного мозку, є передньою частиною лобових часток і охоплює 8, 9, 10, 11, 12, 13, 14, 24, 25, 32, 44, 45, 46 і 47 поля Бродмана.
Багато авторів знаходили зв'язок між бажанням людини жити, особистістю й функціями префронтальної кори. Ця частина мозку забезпечує планування складної когнітивної поведінки, прояви особистості, прийняття рішень і регулювання соціальної поведінки. Основним призначенням вважається узгодження думок і дій відповідно до внутрішніх цілей.
Типовим психологічним терміном для функцій, які виконуються префронтальною корою головного мозку, є виконавча функція. Вона пов'язана зі здібностями виявляти суперечливі думки, прогнозувати майбутні наслідки поточних дій (хороші й погані, хороші та кращі, однакові й різні), діяти в напрямку досягнення певної мети, прогнозувати результати, очікування, засновані на діях, і соціального «контролю» (здатність пригнічувати думки, які можуть привести до соціально неприйнятних результатів).
Лобова кора підтримує засвоєння конкретних правил. Передні частини вздовж ростро-каудальної осі лобової кори підтримують навчання за більш загальними правилами на вищих рівнях абстракції.

## Визначення
Існують три можливі визначення префронтальної кори:
- гранулярна лобова кора (тобто та, в якій переважають нейрони II й IV шарів — зовнішній і внутрішній гранулярний шар, відповідно — кори великих півкуль)
- зона проєкції медіодорсальних ядер таламуса
- частина лобових часток, електрична стимуляція якої не викликає рухів.

Перше визначення характерне тільки для приматів, бо у неприматів немає IV гранулярного коркового шару; тобто, хоча воно й можна застосувати до людини, але цей термін не буде універсальним.
Друге визначення виправдили наступними дослідженнями: виявилося, що медіодорсальні ядра таламуса мають проєкції не тільки в гранулярну лобову кору. Таким чином, визначення скоригували й тепер воно може звучати так: «префронтальна кора — це частина кори великих півкуль, що має сильніші реципрокні зв'язки з медіодорсальними ядрами таламуса, ніж з будь-якими іншими таламічними ядрами».
Третє визначення також не є точним: зони лобових часток, що не відповідають на електростимуляцію руховою активністю, містять і гранулярну, і агранулярну (премоторну) кору.

## Склад
У наведеній нижче таблиці показано різні способи поділу префронтальної кори на зони Бродмана.
| 8               | латеральна 9    | 46               | 12               | 44               | 45               | 47        | медіальна 9 | медіальна 10 | 24        | 25        | 32                    | 11                    | 13                    | 14 |
| --------------- | --------------- | ---------------- | ---------------- | ---------------- | ---------------- | --------- | ----------- | ------------ | --------- | --------- | --------------------- | --------------------- | --------------------- | -- |
| каудальна       |                 |                  |                  |                  |                  |           |             |              |           |           |                       |                       |                       |    |
| латеральна      | латеральна      | латеральна       | латеральна       | латеральна       | латеральна       | медіальна | медіальна   | медіальна    | медіальна | медіальна | Орбітофронтальна кора | Орбітофронтальна кора | Орбітофронтальна кора |    |
| дорсолатеральна | дорсолатеральна | вентролатеральна | вентролатеральна | вентролатеральна | вентролатеральна | медіальна | медіальна   | медіальна    | медіальна | медіальна | Орбітофронтальна кора | Орбітофронтальна кора | Орбітофронтальна кора |    |

Медіальна префронтальна кора головного мозку (mPFC) складається з гранулярних кортикальних областей (медіальні частини полів 9 і 10) і агранулярних областей (поля 24, 25 і 32), які охоплюють передню поясну звивину (поле 24), інфралімбічна кору (поле 25) та прелімбічну кору головного мозку (поле 32).
- Орбітофронтальна кора[ru] складається з гранулярних областей (поле 11) і змішаних гранулярних та агранулярних областей (поля 13 і 14)[1].
- Вентролатеральна префронтальна кора складається з полів 12, 44, 45 і 47.
- Дорсолатеральна префронтальна кора складається з латеральної частини поля 9 і всього поля 46.
- Каудальна префронтальна кора складається з поля 8, включаючи фронтальні очні поля[en].

## Зв'язки й взаємодії
Префронтальна кора тісно взаємно пов'язана з більшістю структур мозку, включаючи особливо сильні зв'язки з іншими кортикальними, субкортикальними й стовбуровими утвореннями. Дорсальна префронтальна кора найбільше поєднана з частинами мозку, що забезпечують увагу, когнітивну діяльність і моторику, в той час, як вентральна префронтальна кора взаємопов'язана з частинами мозку, що відповідають за емоції. Префронтальна кора також має взаємні зв'язки зі стовбурною системою активації, і функціонування префронтальних регіонів сильно залежить від балансу активації/гальмування, що, відповідно до концепції трьох функціональних блоків А. Р. Лурії, показує взаємодії між першим, енергетичним, і третім, блоком програмування, регуляції й контролю психічної діяльності.
Медіальна префронтальна кора бере участь у генерації третьої й четвертої фази повільно-хвильового сну (ці фази об'єднуються під назвою «глибокий сон»), і її атрофія пов'язується зі скороченням частки глибокого сну щодо загального часу сну, що, відповідно, призводить до погіршення зберігання пам'яті.
Атрофія префронтальної кори відбувається природним чином у міру старіння, і було показано, що люди похилого віку мають проблеми з консолідацією пам'яті відповідно до деградації їхньої медіальної префронтальної кори. У літніх людей спогади замість передавання й збереження в неокортексі починають залишатися в гіпокампі, де вони були закодовані, це підтверджує підвищена гіпокампальна активація, на відміну від молодих дорослих індивідів, під час завдань на згадування інформації, коли випробовувані заучували словесні асоціації, спали й потім повинні були відтворити вивчені слова.

## Функції
Базовою функцією префронтальної кори є комплексне керування розумовою й моторною активністю відповідно до внутрішніх цілей і планів.
Вона відіграє головну роль у створенні складних когнітивних схем і планів дій, прийнятті рішень, контролі й регуляції як внутрішньої діяльності, так і соціальної поведінки та взаємодії.
Функції керування префронтальної кори проявляються в диференціації суперечливих думок і мотивів та виборі між ними, диференціації та інтеграції об'єктів і понять, прогнозуванні наслідків справжньої активності та її коригування відповідно до бажаного результату, емоційної регуляції, вольового контролю, концентрації уваги на необхідних об'єктах.
Префронтальна кора — її дорсолатеральна частина — є також субстратом короткочасної пам'яті: Якобсен в 1936 році показав, що пошкодження префронтальної кори в приматів призводить до порушення функцій короткочасної пам'яті; в 1952 році Карл Прібрам ідентифікував частину префронтальної кори, відповідальну за цей дефіцит, як 46 поле Бродмана, що також знане як дорсолатеральна префронтальна кора; пізніше, в 1993 році, Голдмен-Ракіч з колегами провела експеримент, де за допомогою тимчасової інактивації ділянок дорсолатеральної префронтальної кори вони викликали втрату спогадів, що зберігаються в короткочасній пам'яті.